# Commando sur le Yang-Tsé
Pour plus de détails, voir Fiche technique et Distribution.
Commando sur le Yang-Tsé (Yangtse Incident : The Story of H.M.S. Amethyst) est un film britannique réalisé par Michael Anderson, sorti en 1958.

## Synopsis
En 1949, une frégate britannique chargée de ravitailler l'ambassade à Nankin, subit une attaque de l'armée populaire de libération alors qu'elle remonte le fleuve Yangtsé. L'équipage est décimé et les survivants se retrouvent pris en otages.

## Fiche technique
- Titre : Commando sur le Yang-Tsé
- Titre original : Yangtse Incident : The Story of H.M.S. Amethyst
- Réalisation : Michael Anderson
- Scénario : Franklin Gollings d'après l'œuvre de Lawrence Earl et Eric Ambler
- Images : Gordon Dines
- Musique : Leighton Lucas
- Production : Herbert Wilcox
- Montage : Basil Warren
- Décors : Ralph W. Brinton
- Pays d'origine : Royaume-Uni
- Format : Noir et Blanc
- Genre cinématographique : Guerre
- Durée : 113 minutes
- Date de sortie : 
  -  Royaume-Uni : 2 avril 1957
  -  États-Unis : 21 août 1957
  -  France : 9 juillet 1958

## Distribution
- Richard Todd : Lieutenant Kerans
- William Hartnell : Leading seaman Frank
- Akim Tamiroff : Colonel Peng
- Donald Houston : Lieutenant Weston
- Keye Luke : Capitaine Kuo Tai
- Allan Cuthbertson : Capitaine Donaldson
- Barry Foster : McCarthy
- Cyril Luckham : Commandant en chef station Est
- Alfred Burke : Petty Officiel
- John Horsley : Chef Personnel Officiel
- Sophie Stewart : Miss Charlotte Dunlap
- Ian Bannen : Bannister
- Bernard Cribbins : Opérateur Sonar
- Basil Dignam : Ambassadeur de Grande-Bretagne
- Robert Urquhart : Lieutenant Fearnley
- Richard Leech : Lieutenant Strain
- Tsai Chin : Sampam Femme

## Distinctions
Le film a été présenté en sélection officielle en compétition au Festival de Cannes 1957.